# Кліногуміт
Кліногумі́т — рідкісний мінерал, силікат-гідроксилфлуорид магнію острівної будови.

## Загальний опис
Хімічна формула:
1. За К. Фреєм: 4Mg2SiO4•Mg(OH, F)2.
Домішки — титан і залізо, які заміщають магній.
2. За Є.Лазаренко: Mg9[(OH, F)2|(SiO4)4].
Часто Mg заміщується Fe2+. Містить (%): MgO — 54; FeO — 4,83; SiO2 — 38,03; Н2О — 1,94; F — 2,06.
Сингонія моноклінна.
Кристали ізометричні, часто з великою кількістю граней (число форм бл. 40), зернисті агрегати.
Густина 3,17-3,19.
Твердість 6,5-6,75.
Колір білий, жовтий, бурий.
Зустрічається у карбонатних породах, метаморфізованих, а також таких, які зазнали метасоматозу, часто разом з воластонітом, гросуляром, монтичелітом, форстеритом і діопсидом. Рідкісний.